# Missões Diplomáticas no Panamá

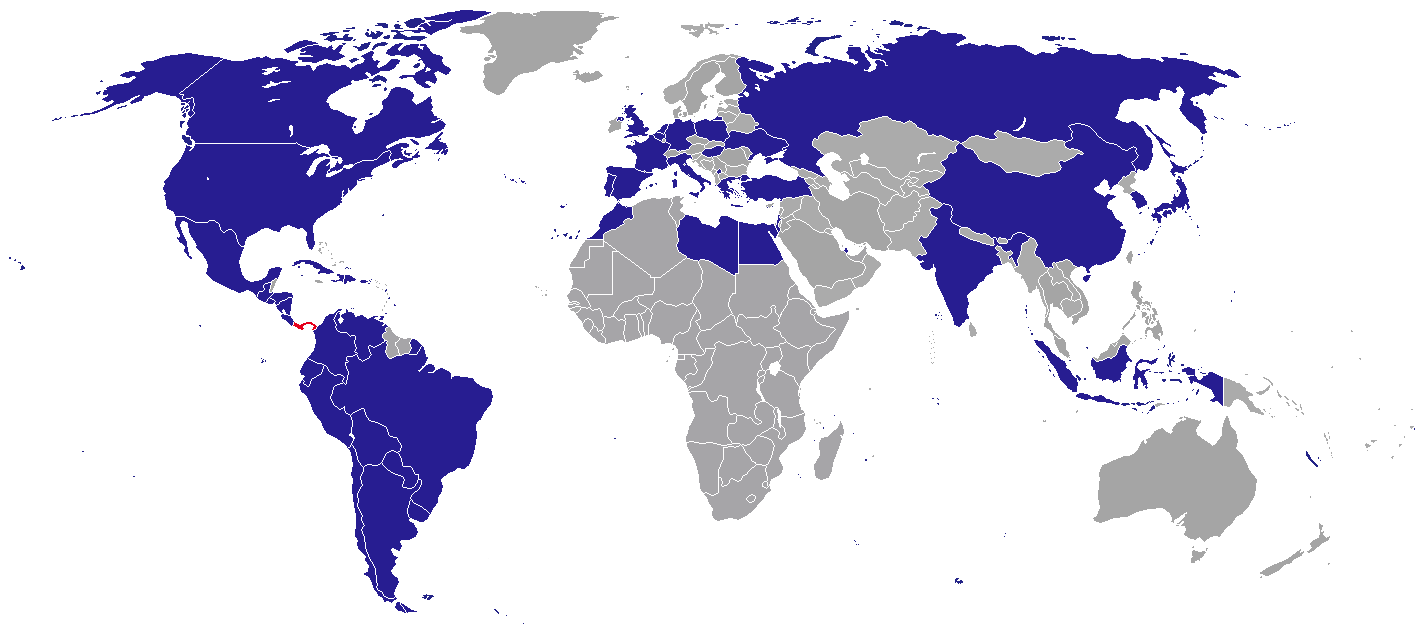
Mapa das missões diplomáticas no Panamá

Abaixo é uma lista ds missões diplomáticas do Panamá. Com um total de 40 embaixadas no Cidade do Panamá.

## Embaixadas naCidade do Panamá
| - Argentina - Barbados - Bélgica - Bolívia - Brasil - Canadá - Chile - República Popular da China - Colômbia - Costa Rica - Cuba - República Dominicana - Equador - Egito - El Salvador - França - Alemanha - Guatemala - Haiti - Vaticano - Honduras - Índia - Indonésia - Israel - Itália - Japão | - Kosovo - Líbia - México - Marrocos - Países Baixos - Nicarágua - Paraguai - Palestina - Peru - Polónia - Portugal - Catar - Rússia - Saara Ocidental - Coreia do Sul - Espanha - Trinidad e Tobago - Turquia - Reino Unido - Estados Unidos - Emirados Árabes Unidos - Uruguai - Venezuela |

## Consulados

### Consulados-gerais na Cidade do Panamá
- Porto Rico (Escritório de Negociações)
- Suécia
- Suíça
- China(Escritório de Negociações)

### Consulados emBocas del Toro
- Costa Rica

### Consulados emColón
- Colômbia

## Missões diplomáticas não residentes

### Residente emCidade do México
| - Argélia - Austrália | - Nova Zelândia - Filipinas - Taiwan |

### Residente emBogotá
| - República da Irlanda - Irão | - Noruega - Roménia |

### Residente emWashington DC
| - Afeganistão - Bahrein - Tajiquistão - Turquemenistão | - Tunísia - Uzbequistão - Iêmen - Zâmbia |

### Residente emCidade de Nova York
| - Andorra - Butão - Comores - Guiné-Bissau | - Maldivas - Mauritius - Nauru - Seicheles |

### Residente em outras cidades
| - Malásia (Lima) - Arábia Saudita (Lima) | - Síria (Caracas) - Tailândia (Lima) |